# Sougbini
Sougbini est une localité située dans le département de Lâ-Todin de la province du Passoré dans la région Nord au Burkina Faso.

## Géographie
Sougbini se trouve à 12 km au sud du centre de Lâ-Todin, le chef-lieu du département, à 2,5 km au nord-ouest de Kingria ainsi qu'à 30 km au sud-ouest de Yako, le chef-lieu de la province.

## Santé et éducation
Le centre de soins le plus proche de Sougbini est, depuis 2018, le centre de santé et de promotion sociale (CSPS) de Kingria tandis que le centre médical avec antenne chirurgicale (CMA) de la province se trouve à Yako.
Sougbini possède une école primaire publique de trois classes.